# Divlji vjetre
Divlji vjetre je pjesma kojom je Damir Kedžo trebao predstavljati Hrvatsku na Euroviziji 2020., međutim, natjecanje je otkazano zbog korona virusa. Pjesmu su producirali Bojan Šalamon i Matija Rodić dok ju je skladao i tekst napisao Ante Pecotić. U obliku digitalnog downloada je postala dostupna 1. ožujka 2020.
Kedžo je na Dori osvojio isti broj bodova kao Mia Negovetić s pjesmom When it comes to you, ali je pobijedio jer je osvojio najviše glasova publike. Pjesma je ubrzo postala hit te je na domaćoj HR Top 40 ljestvici zauzela prvo mjesto.
Zbog pojave pandemije covida-19, Europska radiodifuzna unija (EBU) je odlučila otkazati Eurosong koji se trebao održati u Rotterdamu. Kao utješnu nagradu, Kedžo je dobio što i ostali natjecatelji diljem Europe, sudjelovanje u eurovizijskom revijalnom showu Eurovision: Europe Shine A Light u kojemu se s refrenom svoje pjesme javio iz udobnosti vlastitoga doma.
Također, čelnici EBU-a su svakoj zemlji natjecateljici ostavili na izbor hoće li na Eurosong 2021. ići s pjevačem odabranim za Eurosong 2020., ali pod uvjetom da interpretira neku novu pjesmu, ili će organizirati novo natjecanje. Tako je HRT odlučio birati novu pjesmu.

## Vanjske poveznice
- Pjesma na YouTube kanalu HRT Dora